# Prințul Aimone, Duce de Apulia
Prințul Aimone de Savoia-Aosta, Duce de Apulia (n. 13 octombrie 1967, Florența, Italia) este moștenitor al șefiei disputate a Casei de Savoia. Din iulie 2006 când tatăl său și-a asumat titlul de Duce de Savoia și șefia casei regale de Savoia, Prințul Aimone folosește titlul de Duce de Aosta. Până atunci el a folosit titlul tradițional al fiului cel mare al Ducelui de Aosta, "Duce de Apulia (Duca delle Puglie)". Acesta a devenit Duce de Savoia, la 1 iunie 2021, după moartea tatălui său.